# Securitas AB

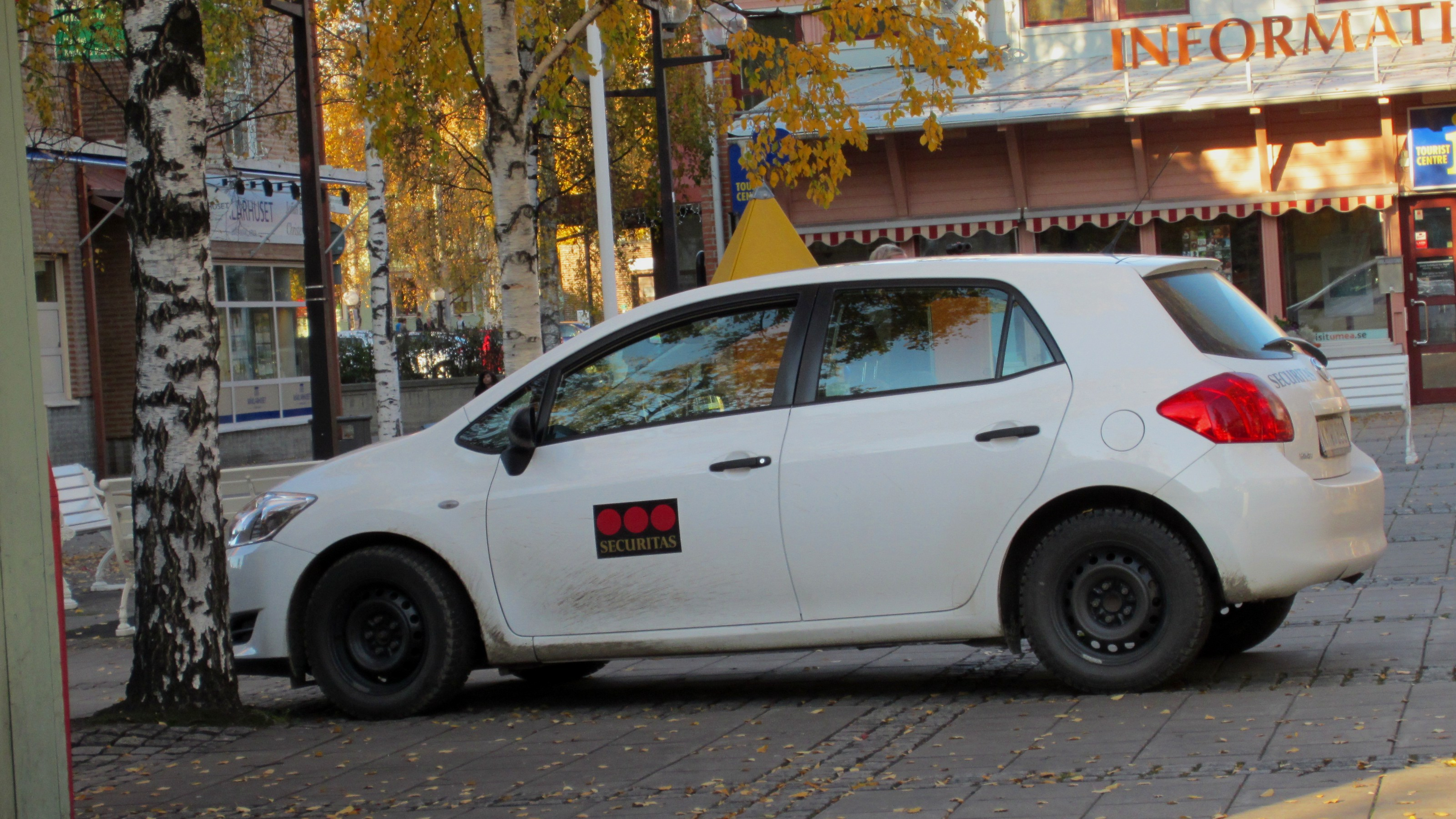

Securitas AB este o companie care este lider mondial în servicii de securitate, având sediul în Stockholm, Suedia.
Având peste 215.000 de angajați, compania este prezentă în peste 30 de state, majoritatea din Europa și America de Nord, unde deține 2.000 de sucursale locale.
Structurată în două divizii, Pază și Protecție, respectiv Transport Valori, Securitas deține o cotă de piață de 12% la nivel mondial în servicii de securitate, monitorizare și intervenție, și 19% pe transport de valori.

## Securitas în România
Compania este prezentă și în România, din aprilie 2007, când a achiziționat 55% din acțiunile firmei românești de profil CPI Security Group,
de la omul de afaceri Adrian Moisescu.
La acel moment, CPI Security Group, activa deja de 13 ani pe piața locală, fiind deja între primii trei jucători, cu o cotă de piață de 6-7%.
În noiembrie 2007, Securitas deținea 11 filiale locale și peste 2.000 de angajați .
Număr de angajați în 2009: 3.500.
Cifră de afaceri:
- 2008: 19,6 milioane euro[4]
- 2007: 10,7 milioane euro[5]
- 2006: 9,1 milioane euro[5]